# Magnus Johan de la Vallée
Magnus Johan de la Vallée, född 1670 (döpt 17 juni) i Stockholm, död 10 december 1728 i Kristianstad, var en svensk fortifikationsofficer. Han var bror till Christoffer de la Vallée och son till Jean de la Vallée.
Magnus Johan de la Vallée blev student vid Uppsala universitet 1682 och blev därefter tjänsteman i fortfikationskontoret 1690. Han blev konduktör under läran i Göteborg 1692, fortifikationslöjtnant i Göteborg 1693 och transporterades 1694 till Karlskrona. Som löjtnant åtföljde han sin bror Christoffer Johan till Narva 1699 och förestod en tid efter hans död fortifikationsbefälhavarposten i staden och deltog i fästningens försvar. Under vintern 1702-1703 biträdde han översten över lantmilisen i Wierland Wilhelm Henrik Hastfehr i förbättrandet av försvaret på en rad mindre befästningar i Estland. Genom rekommendationer av Hastfehr och generalkvartermästarelöjtnanten i Reval Hans Christopher von Zader utsågs han av generalguvernören Axel Julius De la Gardie till fortifikationskapten i Reval. Karl XII hade dock kort dessförinnan utsett honom till fortifikationskapten i Narva. Kort före stadens belägring 1704 skickades han dock av Henning Rudolf Horn af Rantzien till Axel Julius De la Gardie med begäran om förstärkningar. Denne skickade honom vidare till kungen.
I Blonie fick han företräde för Karl XII. Denne sände honom dock omedelbart tillbaka till Reval för att överta den då sjuke Hans Christopher von Zaders tjänst i staden. Han kom därefter att leda försvaret under den såvara tiden fram till stadens kapitulation 1710; han bemödanden om försvaret gick särskilt ut på att förstärka den så kallade domen. Efter att ha överlevt belägringen och den pestepidemi som då drabbade staden fick han 1711 återvända till Sverige.
Under sin tjänstgöring i Reval deltog han även i amiralen Cornelius Anckarstjernas misslyckade landstigningsförsök vid Retusaari 7 och 15 juli 1705. I sin rapport om dessa lade Ankarstierna skulden på misslyckandet på de la Vallée, och sammanfattar sitt omdöme om honom med orden: In summa, den karlen har jag ej lust att bruka mer, ty han älskade ock därhos våtvaror. Jag skulle hava stor försyn att tillägga honom sådant, om jag ej själv sett det. Några andra belägg på att de la Vallée skulle varit begiven på starka drycker har inte påträffats, och inga andra anmärkningar mot hans tjänst har påträffats.
Efter sin återkomst till Sverige fick han i uppdrag att sätta Kristianstads förfallna befästningsverk i stånd; 1717-1718 var han placerad i Malmö. De la Vallée befordrades 1721 till major. Han överfördes 1724 på extraordinarie stat i Skånska fortifikationsbrigaden.